# Brat
Brat – nazwa relacji rodzinnej dla krewnego drugiego stopnia w linii bocznej o płci męskiej, należącego do rodzeństwa. Brat może mieć z probantem tych samych oboje rodziców (brat rodzony) bądź tylko jednego wspólnego (brat przyrodni). Sensu stricto tzw. brat przybrany (syn ojczyma lub macochy z ich poprzednich związków, będący pasierbem dla rodzonego ojca lub matki) nie jest krewnym ani powinowatym. Syn brata to bratanek, a córka brata to bratanica.